# Californie durant la guerre de Sécession
L'implication de la Californie lors de la guerre de Sécession, comprend l'envoi d'or à l'est, le recrutement d'unités de combat de volontaires pour remplacer les forces de l'armée régulière dans les territoires de l'Ouest des États-Unis, le maintien et le renforcement de nombreux camps et fortifications, la suppression de l'activité sécessionniste (nombre de ces sécessionnistes sont allés vers l'est combattre pour la Confédération) et la sécurisation du territoire du Nouveau-Mexique contre la Confédération. L'État de la Californie n'a pas envoyé ses unités à l'est, mais de nombreux citoyens sont partis vers l'est et ont rejoint l'armée de l'Union là-bas, dont certains sont devenus célèbres. Les volontaires de la Californie mènent également de nombreuses opérations contre les peuples autochtones au sein de l'État et dans les autres territoires de l'Ouest au sein des départements du Pacifique et du Nouveau-Mexique.
À la suite de la ruée vers l'or, la Californie est colonisée principalement par des fermiers, des mineurs et des hommes d'affaires du Midwest et du Sud. Les démocrates dominent l'État depuis sa fondation. La sympathie des démocrates du sud pour la sécession, bien qu'en minorité dans l'État, est majoritaire dans le sud de la Californie et le comté de Tulare, et sont en grand nombre dans les comtés de San Joaquin, Santa Clara, Monterey et San Francisco. La Californie est le pays de puissants hommes d'affaires qui jouent un rôle important dans la politique californienne par leur contrôle des mines, de l'expédition, de la finance, et le parti républicain, est un parti minoritaire jusqu'à la crise de la sécession. Néanmoins, la scission du parti démocrate permet à Abraham Lincoln de remporter l'État, mais seulement par une mince majorité. Contrairement à la plupart des États libres, Lincoln remporte la Californie avec la pluralité contrairement à la majorité du vote populaire.
En 1860, alors que les tensions s'intensifient dans l'Est, les Californiens pro-unionistes protestent contre le penchant pro-sudiste perçu dans le journal hebdomadaire de l'archidiocèse de San Francisco, The Monitor, en jetant ses presses dans la baie de San Francisco. Au début de 1861, la crise de la sécession commence, les sécessionnistes à San Francisco font une tentative de séparation de l'État et de l'Oregon hors de l'Union, qui échoue. La Californie du Sud, avec une majorité de Californios mécontents et les sécessionnistes du Sud, a déjà voté pour un gouvernement territorial séparé et formé des unités de milice, mais ils sont empêchés de faire sécession après le bombardement du fort Sumter par les troupes fédérales placées dans les forts frontaliers du district de l'Oregon et du district de Californie (principalement le fort Tejon et fort Mojave).
La ferveur patriotique balaye la Californie, après l'attaque du fort Sumter, en fournissant la main-d'œuvre pour les régiments de volontaires recrutés principalement à partir des comtés pro-unionistes du nord de l'État. Lorsque le parti démocrate se divise au cours de la guerre, les partisans républicains de Lincoln prennent le contrôle de l'état dans les élections de septembre. Des régiments de volontaires sont envoyés pour occuper la Californie du sud pro-sécessionniste et le comté de Tulare, en les laissant généralement impuissants pendant la guerre elle-même. Cependant, certains sudistes partent vers l'est pour rejoindre l'armée confédérée, se soustrayant aux patrouilles de l'Union et aux Apaches hostiles. D'autres, restés dans l'État, tentent d'armer un corsaire (en) pour s'en prendre à la navigation côtière, et à la fin de la guerre, deux groupes de rangers partisans sont formés, mais aucun ne réussit.

## De la création à la guerre de Sécession
Quand la Californie est admise comme un État avec le compromis de 1850, les Californiens ont déjà décidé qu'il doit être un État libre - la convention constitutionnelle de 1849 abolit à l'unanimité l'esclavage. En conséquence, les gens du sud au Congrès votent contre l'admission en 1850, alors que les résidents du nord la promeuvent, en soulignant sa population de 93 000 personnes et sa grande richesse en or. La Californie du nord, qui est dominée par les élites de l'extraction, du transport et du commerce de San Francisco, est favorable d'admission de l'État.
Lors de l'élection présidentielle de 1856, la Californie donne ses voix de grands électeurs au gagnant, James Buchanan.
| Candidat à la présidentielle de 1856 | Parti        | État de résidence | Vote populaire | %    |
| ------------------------------------ | ------------ | ----------------- | -------------- | ---- |
| James Buchanan                       | Démocrate    | Pennsylvanie      | 53 342         | 48,4 |
| Millard Fillmore                     | Know-Nothing | New York          | 36 195         | 32,8 |
| John Fremont                         | Républicain  | Californie        | 20 704         | 18.8 |

### Tentatives en Californie du sud de sécession de la Californie
À la suite de l'admission de la Californie dans l'Union, les Californios (insatisfaits des taxes inéquitables et des lois sur les terres) et les sudistes pro-esclavagistes de Californie du Sud, peu peuplée et rurale, tentent à trois reprises dans les années 1850, de parvenir à un État distinct ou d'obtenir un statut territorial par rapport à la Californie du Nord. La dernière tentative, le Pico Act (en) de 1859, est adoptée par la législature de l'État de Californie, signée par le gouverneur de l'État de John B. Weller, approuvée massivement par les électeurs dans le projet du territoire du Colorado (en) et envoyée à Washington avec un ardent défenseur en la personne du sénateur Milton Latham. Toutefois, la crise de la Sécession à la suite de l'élection de Lincoln en 1860 conduit à ce que la proposition ne soit jamais mise au vote,,.

### Crise de la Sécession en Californie
En 1860, la Californie donne une petite majorité relative de 38 733 voix à Abraham Lincoln, soit 32 % du total des voix qui sont assez pour remporter tous ses votes électoraux ; 68 % ont voté pour les trois autres candidats,.
| Candidat à la présidentielle de 1860 | Parti                   | PVote populaire | %    |
| ------------------------------------ | ----------------------- | --------------- | ---- |
| Abraham Lincoln                      | Républicain             | 38 733          | 32,3 |
| Stephen A. Douglas                   | Démocrate du Nord       | 37 999          | 31,7 |
| John C. Breckinridge                 | Démocrate du Sud        | 33 969          | 28,3 |
| John Bell                            | Union constitutionnelle | 9 111           | 7,6  |

#### Complot en vue de former une république du Pacifique
Lors de la crise de la sécession à la suite de l'élection de Lincoln, les troupes fédérales sont sous le commandement du lieutenant-colonel (breveté brigadier général) Albert Sidney Johnston, à Benicia, quartier général du département du Pacifique. Le général Johnston croit fermement dans le droit du Sud à faire sécession, mais regrette qu'elle survienne. Un groupe de sympathisants du Sud dans l'État échafaude des plans pour faire sécession avec l'Oregon pour former une « république du Pacifique ». Le succès de leurs plans repose sur la coopération du général Johnston. Johnston rencontre certains de ces hommes du Sud, mais avant qu'ils ne puissent lui proposer quelque chose, il leur dit qu'il a entendu des rumeurs de tentative de prise de contrôle des forts de San Francisco et de l'arsenal, à Benicia, qu'il s'est préparé à cela et à défendre les installations relevant de son commandement, avec toutes ses ressources et jusqu'à la dernière goutte de son sang. Il leur dit de le répéter à leurs amis du Sud. Privé de son secours, les plans pour la Californie et de l'Oregon pour faire sécession des États-Unis ne se sont jamais concrétisés.
Pendant ce temps, les hommes de l'Union craignent que Johnston aide un tel complot et communiquent leurs craintes à Washington pour demander son remplacement. Le brigadier général Edwin Vose Sumner est rapidement envoyé à l'ouest par le Panama pour remplacer Johnston en mars 1861. Johnston démissionne de sa commission le 9 avril, et après l'arrivée de Sumner le 25 avril, lui remet son commandement et part avec sa famille à Los Angeles. Il part bientôt avec d'autres personnes du Sud, à travers le territoire du Nouveau-Mexique vers le Texas et devient le commandant des armées de l'ouest de la Confédération. Il meurt à la bataille de Shiloh.

#### Lutte pour le contrôle de la milice
Comme la crise de la sécession se développe au début de 1861, plusieurs compagnies de volontaires (en) de la milice de Californie (en), sont dissoutes à cause de loyautés multiples et de nouvelles compagnies pro-unionistes sont créées à travers l'état sous la supervision de shérifs des comtés et des juges. Beaucoup de ces unités ne participent à aucune action, mais certaines ont formé les compagnies des premiers régiments de volontaires de Californie. D'autres, comme les gardes de Petaluma et le Emmet Rifles du comté de Sonoma répriment des perturbations sécessionnistes à Healdsburg en 1862. Les commandants de l'Union s'appuient sur les San Bernardino Mounted Rifles et leur capitaine Clarence E. Bennett (en) pour obtenir des renseignements et les aider à tenir le comté pro-sudiste de San Bernardino pour l'Union à la fin de 1861, les troupes fédérales étant retirées et remplacées par de la volontaires de Californie.

#### Milices sécessionnistes
Les Los Angeles Mounted Rifles, notables pour être la seule unité de milice pro-sudiste à avoir été formée avec succès, sont organisés le 7 mars 1861, dans le comté de Los Angeles. Il comprend quelques Californios dans ses cadres et ses rangs, y compris le shérif du comté de Tomas Avila Sanchez (en). Son chef est l'un de ses shérifs en second, Alonzo Ridley (en) et plusieurs de ses adjoints. A. J. King (en), un autre shérif en second du comté de Los Angeles (et ancien membre des précédents « Monte Rangers ») et d'autres hommes influents d'El Monte, forment une autre milice sécessionniste, les « Monte Mounted Rifles » le 23 mars 1861. Toutefois, A. J. King se met rapidement les autorités fédérales à dos. Selon le Sacramento Union du 30 avril 1861, King est amené devant le colonel Carleton et prononce le serment d'allégeance à l'Union et est ensuite libéré. Le 26 avril 1861, les Monte Mounted Rifles demandent des armes au gouverneur Downey. Le gouverneur envoie des armes, mais des officiers de l'armée à San Pedro les retiennent, empêchant l'activation des Monte Mounted Rifles.
Le 28 mars 1861, le territoire de l'Arizona, nouvellement formé, vote pour se séparer du territoire du Nouveau-Mexique et rejoindre la Confédération. Ce qui augmente les craintes des officiels de l'Union d'un dessein sécessionniste pour séparer la Californie du Sud de l'État et pour se joindre à la Confédération. Cette crainte est fondée sur la volonté manifeste d'une séparation lors du vote de la loi Pico, de la force des sécessionnistes dans la région et de leurs intentions et activités déclarées, en particulier avec la formation de compagnies de la milice.

## Déclenchement de la guerre de Sécession

Drapeau de l'Ours porté par les sécessionnistes de la Californie du Sud

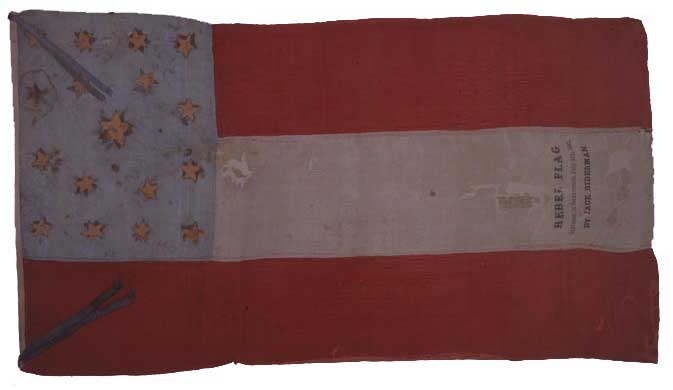
Drapeau de J. P. Gillis

Reproduction numérique du drapeau de Gillis

### Réaction au déclenchement de la guerre en Californie
Lors du déclenchement de la guerre de Sécession, la sécession de la Californie du Sud semble possible ; la population est largement en faveur de celle-ci, les milices avec des sympathies sécessionnistes sont formées, et le Bear Flags, le drapeau de la révolte du drapeau de l'ours, est porté pendant plusieurs mois par les sécessionnistes dans les comtés de Los Angeles et de San Bernardino. Après l'écho de la bataille de fort Sumter en Californie, il y a des manifestations publiques des sécessionnistes. Cependant, la sécession devient rapidement impossible lorsque trois compagnies de la cavalerie fédérale viennent de fort Mojave et de fort Tejon à Los Angeles en mai et en juin 1861.
Soupçonné par les autorités locales de l'Union, le général Johnston échappe à l'arrestation et avec Lewis Armistead rejoint les Los Angeles Mounted Rifles, en tant que soldat. Quittant Warner's Ranch, le 27 mai, ils voyagent à travers les déserts du sud-ouest vers le Texas, traversant le fleuve Colorado dans le territoire confédéré de l'Arizona, le 4 juillet 1861. Les Los Angeles Mounted Rifles sont dissous et les membres rejoignent l'armée confédérée peu de temps après avoir atteint la capitale territoriale confédérée de l'Arizona, Mesilla (dans ce qui fait alors partie du territoire du Nouveau-Mexique des États-Unis et qui est maintenant le Nouveau-Mexique). Comme d'autres pro-confédérés qui ont quitté la Californie pour la Confédération, les Rifles sont incorporés principalement dans des régiments du Texas. Cependant le général Johnston part combattre à l'est, en tant que général avec la Confédération et est tué plus tard à la tête d'une armée à la bataille de Shiloh. Armistead meurt en participant à la charge de Pickett lors de la bataille de Gettysburg.
La seule prise d'un drapeau confédéré en Californie au cours de la guerre de Sécession a eu lieu le 4 juillet 1861, à Sacramento. Pendant les célébrations de l'Indépendance, les sécessionnistes du commandant George P. Gilliss, un ingénieur et vétéran de la guerre américano-mexicaine, célèbrent l'indépendance des États-Unis, de Grande-Bretagne ainsi que celle des états du sud de l'Union. Il déploie un drapeau confédéré qu'il a fabriqué, et se met à descendre la rue à la fois sous les applaudissements et les hués des curieux. Jack Biderman et Curtis Clark, s'exaspèrent par les actions de Gilliss, l'accostent et « prennent » le drapeau. Le drapeau lui-même est basé sur le premier drapeau national de la Confédération, les Stars and Bars. Toutefois, le canton contient dix-sept étoiles plutôt que les sept confédérées. Parce que le drapeau est capturé par Jack Biderman, il est aussi souvent désigné comme le « drapeau de Biderman ».

### Appel aux volontaires de Californie
La Californie (avec l'Oregon et le Kansas) n'est pas comprise dans le premier appel pour 75 000 miliciens (en) en raison de son grand éloignement avec reste du pays. C'est seulement plus tard, alors qu'il appelle de nouveau des troupes fédérales à l'est, le 24 juillet 1861, que le secrétaire à la Guerre demande au gouverneur John G. Downey de fournir un régiment d'infanterie et cinq compagnies de cavalerie pour garder la route de courrier de Carson City à Salt Lake City. Trois semaines plus tard, quatre régiments d'infanterie supplémentaires et un régiment de cavalerie sont demandés. Toutes ces unités de volontaires sont recrutées et organisées dans les comtés de la partie nord de l'État, en particulier autour de la région de la baie de San Francisco et les camps miniers dans les comtés des contreforts des montagnes de la Sierra Nevada ; quelques recrues viennent des comtés de la Californie du Sud. Ces volontaires remplacent les troupes régulières transférées à l'est avant la fin de 1861.

### Agitation dans la Californie du Sud
Responsable de la supervision des comtés de Los Angeles, San Bernardino, San Diego, Santa Barbara, le 14 août 1861, le commandant William Scott Ketchum part en bateau à la vapeur de San Francisco pour San Pedro et fait une rapide marche pour mettre le camp près de San Bernardino, le 26 août, et avec les compagnies D et G du 4th U.S. Infantry, puis est renforcé au début du mois de septembre par un détachement de quatre-vingt-dix hommes du 1st U.S. Dragoons et un obusier. Sauf pour des exercices de tirs dans son camp, la garnison de Ketchum étouffe tout soulèvement sécessionniste à Belleville (en) et fait une démonstration de force des Dragoons dans les rues de San Bernardino, à la fin d'une journée de scrutin éteint une manifestation politique sécessionniste, au cours de l'élection des gouverneurs du mois de septembre dans le comté de San Bernardino.
Par la suite, avec la division des démocrates à propos de la guerre, le premier gouverneur républicain de la Californie, Leland Stanford, est élu le 4 septembre 1861.
| Candidat à l'élection de gouverneur de 1861 | Parti             | Vote Populaire | %    |
| ------------------------------------------- | ----------------- | -------------- | ---- |
| Leland Stanford                             | Républicain       | 56 056         | 46,4 |
| John R. McConnell (en)                      | Democrate du Sud  | 33 750         | 28,0 |
| John Conness (en)                           | Démocrate du Nord | 30 944         | 25,6 |

À la suite des élections du 7 septembre, il y a un échange de coups de feu consécutif à un vol de voyageurs de Bear Valley et d'Holcomb Valley (en) sur la piste, dans le Upper Santa Ana Canyon où la Santa Ana River descend des montagnes de San Bernardino. Les unionistes soupçonnent que les sécessionnistes sont les coupables, ayant fait le vol dans le cadre d'un vaste plan de cambriolages dans les vallées des comtés de Los Angeles et de San Bernardino. Cependant, un tel plan ne s'est matérialisé.

## Conflits intérieurs de la Californie durant la guerre de Sécession

### Sécurisation de la Californie du Sud
Alors que les régiments de volontaires de Californie se forment, quelques-uns sont envoyés vers le sud avec le colonel George Wright, commandant le district de Californie du Sud (en). Il doit remplacer les troupes fédérales à Los Angeles, s'y rassembler pour empêcher une montée des nombreux sympathisants sécessionnistes en Californie du Sud. En octobre 1861, Wright est promu brigadier général des volontaires et placé au commandement du département du Pacifique, remplaçant Sumner qui a recommandé Wright pour le remplacer. Le colonel James Henry Carleton du 1st California Infantry remplace Wright en tant que commandant dans le Sud. Des détachements sont rapidement envoyés par Carleton dans les comtés de San Bernardino et de San Diego pour les sécuriser pour l'Union et empêcher les mouvements d'hommes et d'armes vers l'est dans le Confédération.
L'un des premiers conflits liés à la guerre de Sécession en Californie survient le 29 novembre 1861, à Minter Ranch, dans les collines juste au sud et à l'ouest de la vallée de San Jose, où se trouvent le ranch de Warner et le poste militaire de camp Wright. Le groupe sécessionniste de Daniel Showalter (en), comme certains autres, tentent d'éviter le poste et tracer leur chemin dans le désert pour rejoindre l'armée confédérée au Texas. Ils sont poursuivis depuis Temecula par une patrouille de cavalerie de volontaires depuis le camp, interceptés et capturés sans un coup de feu. Plus tard, après avoir été emprisonnés au fort Yuma, Showalter et les autres sont relâchés après avoir prêté serment de loyauté à l'Union, mais rejoignent la Confédération plus tard.
Le nouveau camp Carleton (en) est fondé le 22 mars 1862 près d'El Monte ; sa garnison doit garder un œil sur ce foyer de sympathies sécessionnistes. Le 10 avril 1862, en tant que marshall des États-Unis pour la Californie du Sud, Henry D. Barrows (en), écrit au commandant du département de l'armée de l'Union du Pacifique à San Francisco, se plaignant d'un sentiment anti-unioniste en Californie du Sud. La lettre précise que qu'un tel sentiment « pénètre la société ici à la fois le haut et le bas », et rapporte :

« A. J. King, shérif adjoint de ce comté, qui est un sécessionniste acharné, m'a dit qu'il ne doit aucune allégeance au gouvernement des États-Unis ; que celui de Jeff Davis est le seul gouvernement constitutionnel que nous ayons, et qu'il reste ici parce qu'il peut blesser davantage les ennemis de ce gouvernement en restant ici qu'en allant ailleurs ; est descendu du Senator (un bateau à vapeur) mardi dernier une grande lithographie encadré de dorure d'un portrait de Beauregard, le général rebelle, laquelle trônait devant une grande foule à l'hôtel quand il est arrivé. J'ai incité le colonel Carleton de le faire arrêter comme l'un des nombreux sécessionnistes dangereux vivant sous nos cieux et le jour même il a est amené au camp Drum. Il était accompagné du général Volney E. Howard (en) en tant que conseil, et j'ai peu d'espoir qu'il soit maintenu en détention provisoire. »

— Henry D. Barrows

### Incidents navals
Pendant et après la campagne confédérée du Nouveau-Mexique, aucun montée de contestation contre le contrôle de l'Union survient dans l'État. Néanmoins, au cours des années suivantes quelques tentatives sont faites par la marine confédérée de saisir l'or et l'argent pour la Confédération.

#### Complot de J. M. Chapman
En 1863, Asbury Harpending (en), après avoir voyagé secrètement à Richmond pour obtenir une lettre de marque, rejoint avec d'autres membres des chevaliers du cercle d'or à San Francisco pour équiper la goélette J. M. Chapman (en) comme corsaire confédéré dans la baie de San Francisco. L'objectif est de s'attaquer au commerce sur la côte Pacifique transportant de l'or et de l'argent, les saisir et les envoyer soutenir la Confédération. La tentative est détectée et la goélette est capturée le 15 mars, pendant la nuit alors qu'elle tente de sortir, par l'USS Cyane (en), les officiers des impôts et la police de San Francisco,.

#### Pirates duSalvador
Au printemps de 1864, la marine confédérée ordonne au capitaine Thomas Egenton Hogg (en) et à son commandement de s'embarquer sur le bateau à valeur côtier à Panama, en prendre le contrôle en haute mer, l'armer et attaquer les bateaux à vapeur du Pacific Mail et les baleiniers du Pacifique Nord. À La Havane, le consul américain, Thomas Savage, apprend cette conspiration, et avertit le contre-amiral George F. Pearson (en) à Panama City. L'amiral fait surveiller les passagers s'embarquant dans les bateaux à vapeur et lorsque le commandement de Hogg est découvert à bord du bateau à vapeur du chemin de fer du Panama Salvador, une force de l'USS Lancaster (1856) les arrête et les amène à San Francisco. Jugés par une commission militaire, ils sont condamnés à être pendus, mais le général Irvin McDowell commue leurs sentences. Pour prévenir toute tentative supplémentaire de capture du transport maritime du Pacifique, le général McDowell ordonne à chaque passager à bord des bateaux à vapeur marchands américains de déposer ses armes à l'embarquement et la fouille des bagages. Tous les officiers sont armés pour protéger leur navire,.

### Rangers partisans en Californie
Tardivement dans la guerre, les sécessionnistes locaux en Californie font une tentative pour se saisir de l'or et de l'argent pour la Confédération. Au début 1864, Rufus Henry Ingram (en), ancien membre des raiders de Quantrill , arrive dans le comté de Santa Clara et avec Tom Poole (en) (un ancien membre d'équipage du J. M. Chapman), organise les chevaliers du cercle d'or locaux et les commande dans ce qui va devenir connu comme les rangers partisans du capitaine Ingram (en). Lors de la Bullion Bend Robbery, ils volent l'or et l'argent de deux diligences près de Placerville, laissant une lettre expliquant qu'ils ne sont pas des bandits mais réalisent une opération militaire pour lever des fonds pour la Confédération.
De même au début 1864, le juge sécessionniste George Gordon Belt (en), propriétaire d'un ranch et ancien alcalde à Stockton, organise un groupe de rangers partisans comprenant John Mason (en) et Jim Henry (en) et les envoie pour recruter plus d'hommes et piller les biens des hommes de l'Union dans la campagne. Pendant les deux années suivantes, le gang Mason Henry (en), comme il est connu, se fait passer pour des partisans confédérés mais agit comme des hors-la-loi, commettant des braquages, des vols et des meurtres dans la vallée de San Joaquin, dans les comtés de Santa Cruz, de Monterey, de Santa Clara et ceux de Californie du Sud. Néanmoins, malgré tous ces efforts, aucun or pris n'est envoyé vers la Confédération.

### Élection de 1864
En juillet 1864, avec la défection de beaucoup de démocrates Douglas par rapport à la guerre, les démocrates restants forment un parti de fusion derrière l'ancien gouverneur John G. Downey, opposé à la continuation de la guerre, à l'émancipation, à l'arrestation de civils par les militaires, la suppression de la libre expression et de la presse et à l'égalité raciale. Le résultat de l'élection de septembre est le deuxième gouverneur républicain de la Californie, Frederick F. Low.
| Candidat à l'élection de gouverneur de 1864 | Parti       | Votes populaire | %    |
| ------------------------------------------- | ----------- | --------------- | ---- |
| Frederick F. Low                            | Républicain | 64 447          | 58,9 |
| John G. Downey                              | Démocrate   | 44 843          | 41,1 |

Lincoln gagne l'élection présidentielle des États-Unis en Californie de 1864 (en) avec près de 59 % en Californie.
| Candidat à la présidence de 1864 | Parti             | Vote populaire | %    |
| -------------------------------- | ----------------- | -------------- | ---- |
| Abraham Lincoln                  | Républicain       | 62 053         | 58,6 |
| George B. McClellan              | Démocrate du Nord | 43 837         | 41,4 |

## Forts et camps de l'époque de la guerre de Sécession en Californie
À ce moment, les États-Unis ont un certain nombre de forts militaire pour se défendre contre la menace amérindienne, et pour consolider leurs revendications dans l'État. Alors que le conflit commence, de nouveaux forts et camps sont créés pour protéger les ports et les communications, mener à bien des opérations contre les indiens, repousser les soldats confédérés et contenir leurs sympathisants.
Les camps de regroupement et d'entraînement des unités de volontaires de Californie sont organisés à camp Union au sud de Sacramento, au camp Sigel, près d'Auburn, Benicia Barracks, le camp Downy et le camp Merchant près d'Oakland et le camp Alert près de San Francisco, le camp Lyon (en), le camp Sumner et au Presidio à San Francisco.
Des ports, la baie de San Francisco est le plus important ; les fortifications côtières au fort Point sont construites sur le bord du Presidio, et une autre installation de soutien au fort Baker aux Marin Headlands. Un fort de l'époque de la guerre de Sécession, le poste d'Île d'Alcatraz ou fort Alcatraz (en), sur une île rocheuse juste à l'intérieur du Golden Gate, est devenu plus tard un pénitentiaire fédéral de triste mémoire, Alcatraz. La baie de San Franscico est aussi protégée par la marine à Mare Island (en), à l'arsenal de Benicia, et au fort Mason avec les postes de Point San Jose de San Francisco, et le camp Reynolds sur Angel Island. San Pedro est protégé à partir de janvier 1862 par le camp Drum, qui deviendra plus tard les Drum Barracks,, et plus tard un poste est créé à Two Harbors sur l'île Santa Catalina. San Diego est seulement défendue par une petite garnison au nouveau dépôt de San Diego occupé en 1860.
Il y a plusieurs forts au nord-ouest de l'État, fort Bragg sur la côte du comté de Mendocino soutenant le fort Wright (en). Plus au nord sur la côte du comté de Humboldt, est créé pour maintenir la paix entre les amérindiens, les nouveaux colons, les quartiers généraux du district militaire de Humboldt soutenant les autres forts de la région. Ulysses S. Grant y a séjourné brièvement avant la guerre. Le fort Humboldt soutient le camp Curtis (en), le fort Gaston (en), le camp Lyon (en), le fort Baker (en), fort Iaqua (en), le fort Anderson (en), et le fort Seward qui sont les bases d'opérations pour les soldats lors de la guerre des Bald Hills (en). Le camp Lincoln (en) est créé au nord de Crescent City près de la Smith pour garder les Amérindiens sur la réserve de la rivière Smith (en) des colons et empêcher les prisonniers de la guerre des Bald Hills installés ici de s'échapper.
Le fort Crook dans le comté de Shasta, à partir duquel des patrouilles engagent occasionnellement les tribus de la rivière Pit. Dans le comté de Modoc, le fort Bidwell est créé à l'extrémité du coin nord-ouest de l'État de 1863 pour se protéger des indiens Snake.
Vers le sud, le fort Miller se trouve au pied du sud de la Sierra Nevada dans le comté de Fresno ainsi que le camp Babbitt aux abords de la ville de Visalia dans le comté de Tulare. Le fort Tejon dans le canyon de Grapevine (« La Cañada de las Uvas ») protège le sud de la vallée de San Joaquin et la Californie du Sud. C'était le quartier général du 1st U.S. Dragoons jusqu'à ce que les troupes de l'armée régulière soient transférées en juillet 1861 au déclenchement de la guerre. Le fort Tejon est réoccupé par les troupes de volontaires de Californie en 1863 pour garder les indiens Pajutes de la vallée de l'Owens à proximité de la réserve indienne de Sebastian (en) et il est ensuite abandonné définitivement le 11 septembre 1864. Le camp Independence (en) est créé sur l'Oak Creek à proximité de l'actuelle Independence le 4 juillet 1862, pendant la guerre indienne de la vallée de l'Owens (en).
Au début de la guerre, les autorités de l'Union s'inquiètent de l'augmentation possible du grand nombre de sympathisants sécessionniste en Californie du Sud dans une tentative de rejoindre la Confédération. En juin 1861, les troupes retirées du fort Tejon et du fort Mojave créent le camp Fitzgerald (en) à l'extérieur de Los Angeles dans divers endroits qui se révèlent tous inadaptés.
À la fin de septembre 1861, les troupes de Californie du Nord débarquent à San Pedro et marchent pour créer un nouveau camp dans un endroit plus adapté au camp Latham dans l'actuelle Culver City. À partir de ce poste, les soldats réguliers de Ketchum sont relevés le 20 octobre par trois compagnies du 1st California Cavalry venant du comté de San Bernardino et créent le camp Carleton et plus tard le camp Morris. Les troupes de volontaires sont aussi envoyées au camp Wright dans le comté de San Diego pour surveiller l'approche terrestre du sud (en) de la Californie au travers du désert du Colorado à partir du fort Yuma, situé sur la rive ouest du fleuve Colorado.
En mars 1862, toutes les troupes qui se sont entraînées dans le camp Latham, sont transférées vers le camp Drum, laissant une compagnie de soldats pour surveiller la région de Los Angeles. À la suite de l'inondation du camp Carleton, la garnison est déplacée dans le nouveau camp Carleton, construit à proximité du foyer sécessionniste d'El Monte en 1862.

## Unités militaires de la guerre de Sécession associées à la Californie
En raison de sa localisation, les compagnies de la milice locale de l'État restent sous statut étatique à cause du grand nombre de sympathisants du Sud, de la menace indienne et une éventuelle attaque étrangère. L'État suit la pratique militaire habituelle de faire entrer au service de l'État des compagnies de la milice dans des régiments. Ces volontaires maintiennent les postes militaires évacués par les unités de l'armée régulière qui ont reçu l'ordre de partir vers l'est. Néanmoins, des milices de l'État sont dissoutes et partent vers l'est. Plusieurs de ces compagnies offrent leur service et sont acceptées par l'armée de l'Union.

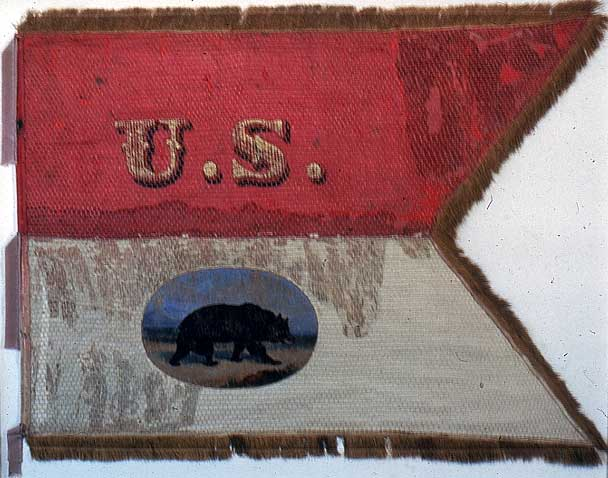
Compagnie Guidon, Compagnie A (100 de Californie), levée au Massachusetts

En 1862, cinq compagnies du 2nd Massachusetts Cavalry (aussi connue comme les 100 de Californie et le bataillon de cavalerie de Californie) sont enrôlées et entrent en service et envoyées au Massachusetts. Elles quittent San Francisco par mer pour servir dans l'est. Le bataillon de Californie comprend les compagnies A, C, F, L et M. Elles participent à 51 batailles, campagnes et escarmouches.
Le sénateur des États-Unis de l'Oregon Edward D. Baker lève un régiment d'hommes de la côte est. Ces unités et d'autres sont généralement connues comme le régiment de Californie, mais sont désignées comme le 71st Pennsylvania Infantry. Le Roderick N. Matheson (en) est le commandant du 32nd New York Infantry, aussi connu comme le 1st California Regiment.
En octobre 1861, le colonel Baker est autorisé à augmenter son commandement pour atteindre la taille d'une brigade. Les régiments supplémentaires sont commandés par les colonels Joshua T. Owen (en), DeWitt Clinton Baxter (en) et Turner G. Morehead (en), tous de Philadelphie, respectivement désignés comme les 2nd, 3rd et 5th California Infantry. Le 4th California Infantry, comme prévu, est composé de l'artillerie et de la cavalerie. Ces troupes sont rapidement détachées. Après la mort de Baker lors de la bataille de Ball's Bluff, la Pennsylvanie réclame ces quatre régiments d'infanterie an tant que faisant partie de son quota, et ils deviennent connus comme la brigade de Philadelphie des volontaires de Pennsylvanie. Ils sont commandés d'abord par le brigadier général William W. Burns (en) et servent en premier dans la division de John Sedgwick du IIe corps de l'armée du Potomac. Ils ont un service distingué, mis en valeur par leur action à la bataille d'Antietam et leur position important dans la défense contre la charge de Pickett à la bataille de Gettysburg.
Unités militaires associées avec la Californie :
- Los Angeles Mounted Rifles (confédéré)
- Monte Mounted Rifles (confédéré)
- Rangers partisans du capitaine Ingram (en) (confédéré)
- gang Mason Henry (en) (confédéré)
- 2nd Massachusetts Cavalry (en) compagnie A, E, F, L, et M (les quatre derniers sont appelés le bataillon de Californie)
- 32nd New York Infantry (en)
- "Brigade de Philadelphie" des volontaires de Pennsylvanie
  - 1st California Infantry - 71st Pennsylvania Infantry
  - 2nd California Infantry - 69th Pennsylvania Infantry
  - 3rd California Infantry - 72nd Pennsylvania Infantry
  - 5th California Infantry - 106th Pennsylvania Infantry

## Régiments de volontaires de Californie au service fédéral
Les unités de volontaires de Californie recrutent 15 725 pour le service fédéral. Presque tous servent en Californie et dans le département du Pacifique et le département du Nouveau-Mexique. Ces unités comprennent de régiments complets et un bataillon de cavalerie d'amérindiens, huit régiments complets et deux bataillons d'infanterie, un de vétérans et un autre appelé Mountaineers (de montagne) spécialisé dans le combat dans les forêts montagneuses de Redwood et des Bald Hills (en) du nord-ouest de la Californie.
Liste des unités de l'Union de Californie de la guerre de Sécession
Les volontaires de Californie qui participent le plus directement contre les confédérés sont connus comme la colonne de Californie. Ils sont placés sous le commandement du général James Carleton. Selon les périodes, les unités suivantes ont servi avec la colonne : 1st California Cavalry, 1st Battalion of Native Cavalry (en), et les 1st, 5th and 7th California Infantry. Cette force sert en Arizona, au Nouveau-Mexique et au Texas, repoussant la force confédérée hors du territoire de l'Arizona et défendant le territoire du Nouveau-Mexique et la route méridionale vers la Californie et opérant contre les Apaches, les Navajos, les Comanches et d'autres tribus.
Le commandement composé des 2nd California Cavalry et 3rd Californa Infantry sous les ordres de Patrick Edward Connor garde ouverte la route terrestre centrale (en) vers la Californie. Dans le style proactif des habitudes de Connor, il mène ces troupes pour attaquer les indiens Shoshones lors du massacre de Bear River près ce qui est actuellement la ville de Preston le 29 janvier 1863.
Des détachements du 2nd California Cavlry du camp Latham sous les ordres du lieutenant-colonel George S. Evans (en) combattent lors de la guerre indienne de la vallée de l'Owens, et créent le camp Independence en 1862.
Les 2nd, 4th, 6th et 8th California Infantry et le 1st Battalion California Volunteer Mountaineers (en) servent lors de la guerre des Bald Hills (en) et d'autres compagnies lors de la guerre des Snakes.
De même, le 1st Regiment Washington Territory Volunteer Infantry (en) a recruté huit compagnies en Californie en 1862 pour servir dans le territoire de Washington. Il est libéré du service au fort Vancouver (en) en 1865.

## La marine et la guerre de Sécession dans le Pacifique
- Théâtre de la côte pacifique de la guerre de Sécession#Opérations de l'escadre du Pacifique

## Résidents de la Californie en lien avec la guerre de Sécession
Les personnes connues suivantes ont séjourné ou vécu en Californie avant, pendant ou après la guerre de Sécession.
- Lewis Addison Armistead
- Edward Dickinson Baker
- Edward Fitzgerald Beale
- James Henry Carleton
- Mark Twain (Samuel Clemens)
- Patrick Edward Connor
- Ulysses S. Grant
- Antonio Maria de la Guerra
- William M. Gwin
- John Charles Frémont
- Henry Wager Halleck
- Winfield Scott Hancock
- Joseph Hooker
- Albert Sidney Johnston
- Custis Lee
- Thaddeus S. C. Lowe
- Roderick N. Matheson
- Henry Morris Naglee
- Norton I
- Edward Ord
- William Starke Rosecrans
- William Tecumseh Sherman
- George Stoneman
- Joseph R. West